# كوتشر (بشت أربابا)
کوتشر (بالفارسية: کوچر) هي قرية تقع في إيران في قسم بشت أربابا الريفي. يقدر عدد سكانها بـ 148 نسمة بحسب إحصاء 2016.